# ستيفن دين (لاعب كريكت)
ستيفن دين (16 نوفمبر 1960 في المملكة المتحدة - ) (بالإنجليزية: Steven Dean)‏ هو لاعب كريكت بريطاني. لعب مع نادي وارويكشاير للكريكيت ‏ ونادي مارليبون للكريكت ‏ والمقاطعات الوطنية للكريكيت الإنجليزي والويلزي ‏ ونادي مقاطعة ستافوردشاير للكريكت ‏.

## وصلات خارجية
- ستيفن دين (لاعب كريكت) على موقع إي آس بي آن كريك إنفو (الإنجليزية)